# Sint-Antonius van Paduakerk (Hellevoetsluis)
De Sint-Antonius van Paduakerk, is een rooms-katholieke kerk aan de Opzoomerlaan in Hellevoetsluis.
De Antonius van Paduakerk werd tussen 1890 en 1891 gebouwd ter vervanging van een oudere kerk uit 1835. De nieuwe kerk werd ontworpen door Evert Margry, die echter in 1891 ernstig ziek werd en overleed. De kerk werd voltooid door zijn broer Albert Margry. De kerk werd op 20 maart 1891 in gebruik genomen en gewijd aan Antonius van Padua.
Het is een eenbeukige neogotische zaalkerk. Boven de entree in de westzijde staat een kleine houten toren. Aan de oostzijde is een vijfzijdige apsis uitgebouwd. Het interieur en exterieur van de kerk verkeren nog grotendeels in oorspronkelijke staat. Vanwege de cultuurhistorische en architectuurhistorische waarde is de Antonius van Paduakerk een rijksmonument. De naastgelegen pastorie is eveneens door het bureau Margry ontworpen.
De kerk wordt tot op heden gebruikt door de Antonius van Paduaparochie.

## Referentie
- Reliwiki - Beschrijving monumentdienst en foto's